# Fügnerova (terminál MHD v Liberci)

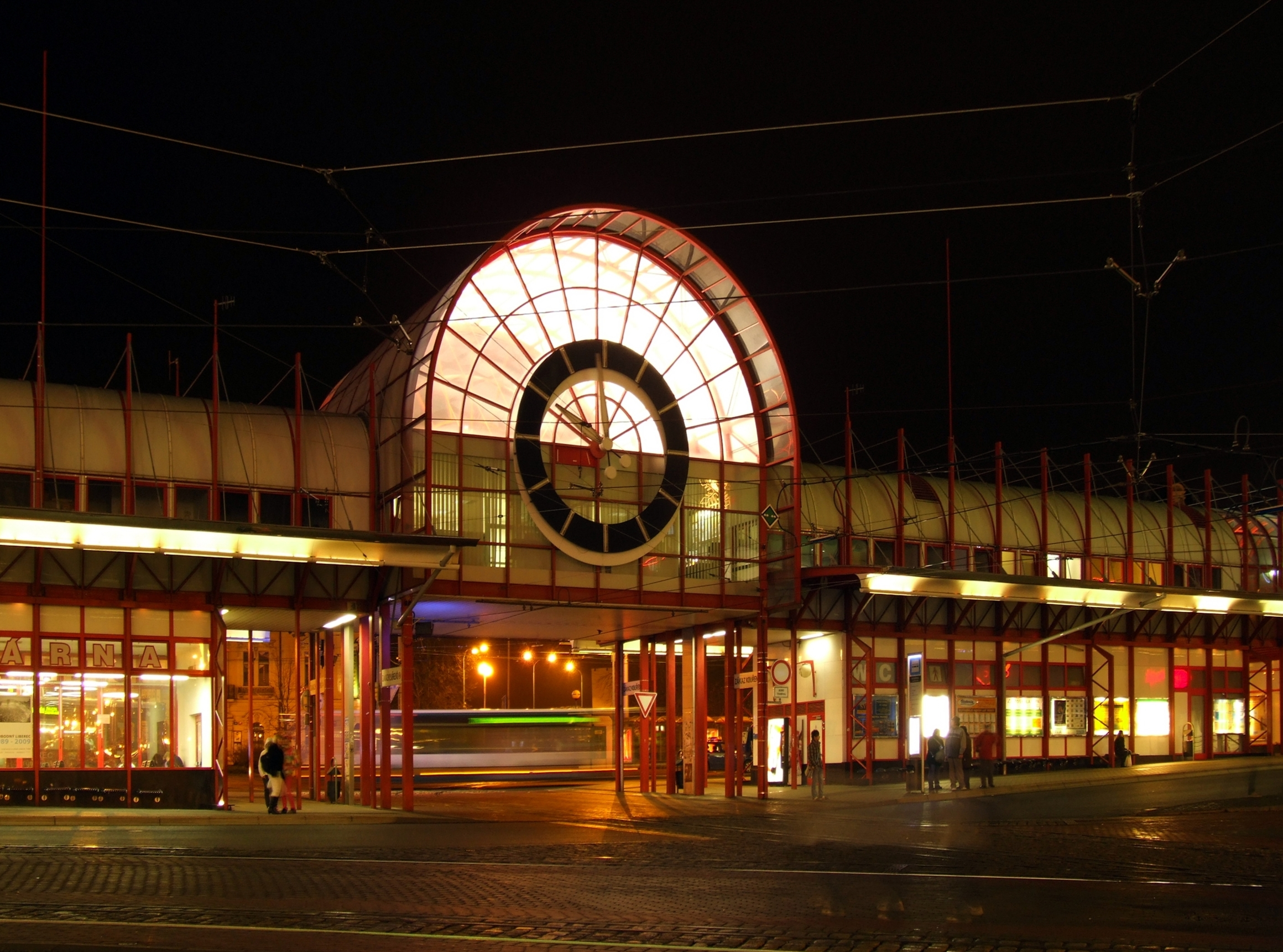
Terminál MHD Fügnerova v noci

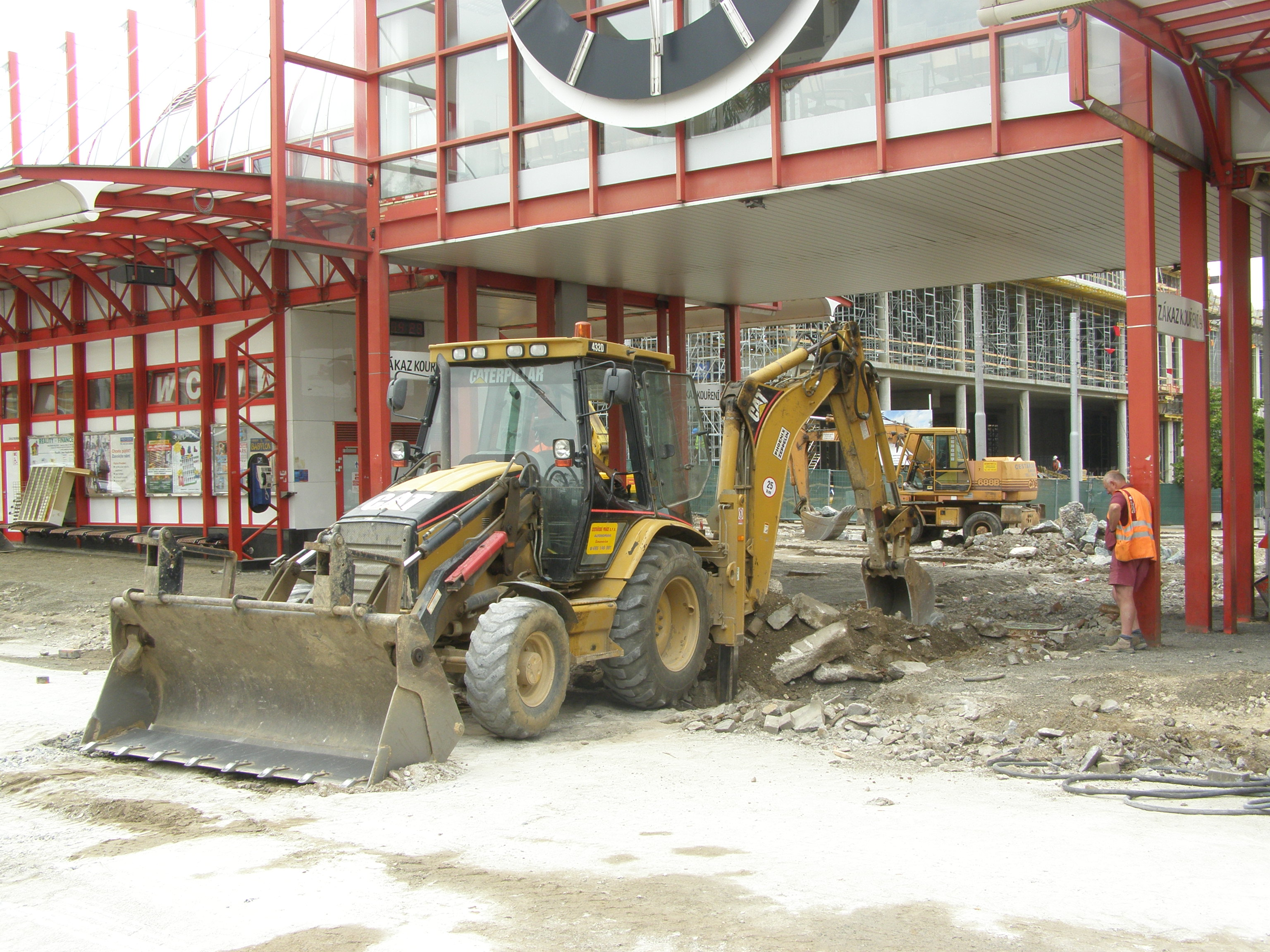
Rekonstrukce terminálu Fügnerova v roce 2008

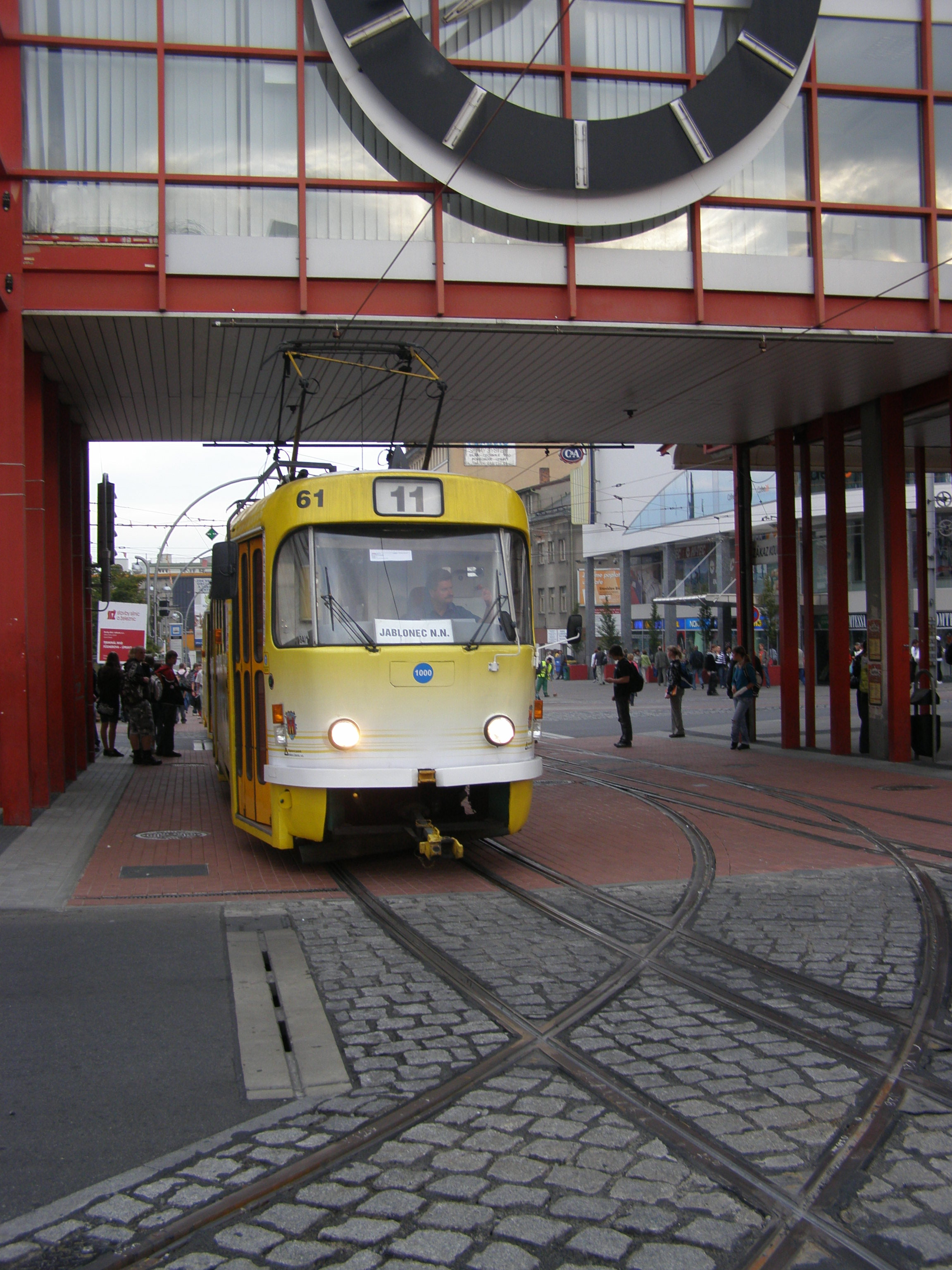
Tramvaj do Jablonce projíždí terminálem Fügnerova

Autobusová a tramvajová zastávka Fügnerova je terminál městské hromadné dopravy v Liberci. Vzhledem ke svým účelům je situován v centru Liberce – nachází se v ulici Fügnerova. Jeho vlastníkem je Dopravní podnik měst Liberce a Jablonce nad Nisou. Současně se jedná o třetí nejvytíženější zastávku MHD v České republice, kterou využije průměrně 80 000 cestujících denně. 

## Historie
Do roku 1995 zde stavěly jen autobusy a vedla sem pouze tramvajová trať do Jablonce. 15. listopadu 1995 byla ovšem v rámci rekonstrukce městské tramvajové trati otevřena nová kolejová přeložka Soukenné náměstí – Fügnerova ulice – Rumunská ulice. Zastávka se ale stala nepřehlednou a začalo uvažovat o novém centru liberecké MHD.
Terminál vyprojektovala společnost ANTA s.r.o. Liberec podle návrhu Ing. arch. Patrika Kotase, autora mnoha projektů, mezi které patří např. stanice pražského metra Střížkov nebo liberecká vozovna. Terminál byl otevřen 1. září 1996.
V létě 2008 prošel terminál rekonstrukcí, jejímž cílem bylo mimo jiné zpřístupnit tramvajové obratiště normálněrozchodným tramvajím městské tratě ze směru od Rybníčku, což je zároveň považováno za nultou etapu modernizace liberecko-jablonecké trati a výstavby nové trati do Rochlice. Pro autobusy byl terminál kvůli rekonstrukci uzavřen od 16. června do 27. července 2008, pro tramvaje až do konce srpna 2008.

## Využití
Kromě tří autobusových linek zde zastavují všechny autobusové i tramvajové linky MHD v Liberci. Před svým zrušením v roce 2012 z něj vyjížděla i dálková autobusová linka do Prahy provozovaná Dopravním podnikem měst Liberce a Jablonce nad Nisou. Terminál Fügnerova je od roku 2007 i středem noční dopravy v Liberci. V určitých časech z něj najednou vyjíždějí všechny noční tramvajové i autobusové linky, v těsné blízkosti se nachází i stanoviště taxislužby.
Před rekonstrukcí se zde nacházelo 17 stanovišť, z toho 5 tramvajových a 12 autobusových, po rekonstrukci se jejich počet zmenšil, kapacitně se však rozšířila. Po rekonstrukci je na terminálu umístěno 10 stanovišť (2 tramvajová a 8 autobusových). 15. února 2011 bylo na okraji terminálu zprovozněno nové stanoviště pro odjezd dálkových autobusů společnosti Student Agency z Liberce do Prahy.
Na terminále se navíc nachází služebna Městské policie Liberec, předprodej jízdenek, automat na jízdenky, infocentrum dopravního podniku a trafika. V poschodí budovy jsou služební prostory dopravního podniku – dispečink, kanceláře apod.